# Petrognano (San Godenzo)
Petrognano è una frazione del comune italiano di San Godenzo, nella città metropolitana di Firenze, in Toscana.
Si tratta di un antico borgo appenninico, costituito da due gruppi distinti di antiche abitazioni rurali, noto per la presenza di un'antica chiesa romanica.

## Geografia fisica
La frazione è situata a nord del capoluogo comunale di San Godenzo, sulle propaggini meridionali dell'Alpe di San Godenzo, a un'altitudine di 575 metri. Il territorio è prevalentemente boschivo, in particolare foreste di castagni.

## Storia
Noto sin dall'età medievale anche come Petrognano Salvatico, a causa della sua posizione isolata in una fitta area boschiva, il borgo è menzionato a partire dal XII secolo, quando è documentata la sua appartenenza al giuspatronato dell'abbazia di San Gaudenzio. La chiesa e il popolo di San Giorgio a Petrognano vennero poi incorporati tra i beni del convento della Santissima Annunziata di Firenze a seguito della bolla di papa Sisto IV del 1482.
Nel 1845 sono censiti a Petrognano 377 abitanti.

## Monumenti e luoghi d'interesse
- Chiesa di San Giorgio a Petrognano

## Infrastrutture e trasporti
È raggiungibile percorrendo per circa 5 km una strada secondaria, che inizia lungo la strada statale 67 Tosco Romagnola nei pressi del centro abitato di San Godenzo e che termina nella frazione stessa.